# Chiquihuitlán de Benito Juárez
Chiquihuitlán de Benito Juárez è un comune del Messico, situato nello stato di Oaxaca, il cui capoluogo è la località omonima.